# 郏伦逵
郏伦逵（?—?），字蘭坡，号铁兰道人，江苏常熟人。清代画家。生卒年不詳，生平亦不詳。擅长山水、墨兰。著有《白雪山房集》、《兰坡外集》，並編纂论画著作《虞山画志》。